# Podgoreni
Podgoreni est un village du district d'Orhei, en Moldavie. Le village compte 1 057 habitants.